# Paul Nathanson
Paul Nathanson jest kanadyjskim religioznawcą i pisarzem. Kształcił się w dziedzinie historii sztuki, bibliotekarstwa, religioznawstwa chrześcijańskiego, religioznawstwa judaistycznego oraz religioznawstwa Muzułmańskiego. Doktoryzował się w 1989 roku. Obecnie wykłada jako starszy badacz (senior researcher) na Uniwersytecie McGill-a, na wydziale Religioznawstwa. Rozpoczął swoją karierę akademicką publikacją książki pod tytułem Ponad Tęczą: Czarnoksiężnik z Krainy Oz jako Świecki Mit Ameryki, która opowiada "o odwróceniu się rysów religijnych i świeckich w kulturze popularnej".
Paul Nathanson napisał razem z Katherine Young serię książek na temat mizoandrii znaną pod wspólnym tytułem Wyjść poza upadek mężczyzny (Beyond The Fall Of Man), w której skład wchodzą: Rozkwit mizoandrii: lekcja pogardy wobec mężczyzn w kulturze popularnej (Spreading Misandry: The Teaching of Contempt for Men in Popular Culture), 2001,Zalegalizowana mizoandria: Od publicznego powszechnego wstydu do systemowej dyskryminacji mężczyzn (Legalizing Misandry: From Public Shame to Systemic Discrimination Against Men), 2006, oraz Przekraczając mizoandrię (Transcending Misandrię), w trakcie publikacji.
W książkach tych wylicza liczne przykłady antymęskich reklam i filmów, w których mężczyzna przedstawiany jest jako patologiczny morderca lub żałosny nieudacznik. Nathanson i Young pokazują, jak w kulturze popularnej lat 90. liczba antymęskich stereotypów wzrosła kilkukrotnie. 
Nathanson brał również udział w projekcie badawczym dotyczącym mizoandrii, zleconym przez rząd Kanady, Donner Canadian Foundation (organizację fundującą badania naukowe) oraz Radę do Spraw Badań w Dziedzinie Nauk Społecznych i Humanistycznych.